# Claire Prélia
Marie Claire Joséphine Jouve dite Claire Prélia, née à Vierzon le 6 novembre 1879 et morte à Paris 7e le 19 juillet 1965, est une actrice française.

## Biographie
Fille d'un constructeur-mécanicien de Vierzon devenu négociant à Paris, Marie-Claire Jouve s'installe avenue des Ternes avec ses parents dans les années 1890. En août 1900, au moment de son mariage, elle ne s'est pas encore lancée dans le théâtre.
Bien qu'elle ait remporté un premier prix de comédie au conservatoire Fémina, elle n'obtiendra que des petits rôles sur les scènes de théâtre parisiens qui n'ont pas laissé de traces. Claire Prélia serait sans doute tombée dans l'oubli le plus complet si, à l'âge de 40 ans, elle n'avait pas eu l'opportunité d'obtenir un premier rôle au cinéma dans un film de Marcel L'Herbier sorti en 1919.
C'est grâce à sa fille Marcelle, devenue actrice sous le nom de Marcelle Pradot, qu'elle a rencontré Marcel L'Herbier son futur gendre. Entre 1919 et 1926, elle tournera dans six films sous sa direction et deux autres avec Jaque-Catelain mais toujours sous sa supervision. Elle y jouera exclusivement des rôles de mères et, dans cinq d'entre eux, elle sera d'ailleurs celle de Jaque-Catelain.
L'arrivée du parlant va mettre un terme à la carrière cinématographique de Claire Prélia mais aussi à celle de sa fille dont le dernier film sortira sur les écrans en février 1930.

## Filmographie
- 1919 : Le Bercail, de Marcel L'Herbier
- 1920 : L'Homme du large, de Marcel L'Herbier : la mère de Michel
- 1921 : El Dorado, de Marcel L'Herbier : la comtesse, mère d'Hedwick
- 1922 : Don Juan et Faust, de Marcel L'Herbier : la duchesse Isabela
- 1923 : Résurrection, de Marcel L'Herbier
- 1923 : Le Marchand de plaisirs, de Jaque Catelain : la mère de Gosta
- 1924 : L'Inondation, de Louis Delluc : la mère Doucet
- 1924 : La Galerie des monstres, de Jaque Catelain : Mme Violette, la patronne du cirque
- 1926 : Le Vertige, film en 8 parties de Marcel L'Herbier : Madame de Cassel